# Richard Howe, I conte Howe
Richard Howe (Londra, 8 marzo 1726 – Londra, 5 agosto 1799) è stato un ammiraglio britannico.
Esperto ufficiale della Royal Navy, era il fratello di George Howe, morto in combattimento durante la guerra dei sette anni in America, e di William Howe. Esercitò il comando supremo navale delle squadre britanniche nei primi anni della Guerra d'indipendenza americana mentre il fratello minore William Howe guidava il corpo di spedizione terrestre inviato a reprimere la ribellione delle colonie.
A causa del fallimento dei piani di guerra del fratello e della mancata efficacia delle misure di blocco navale attivate dalle sue squadre navali, Richard Howe venne richiamato in patria alla fine del 1778. Egli tuttavia conservò la fiducia dei suoi superiori e riprese la direzione di una parte della flotta britannica all'inizio delle guerre rivoluzionarie francesi dove ebbe modo di distinguersi raggiungendo alcuni successi.

## Biografia

### I primi anni
Richard Howe era il figlio di Emanuel Howe che era stato governatore di Barbados, e di Mary Sophia Charlotte Howe, figlia a sua volta di Sophia Charlotte von Kielmansegg; il nonno paterno era stato un membro del Parlamento per la contea di Nottingham. La sua famiglia era completamente inserita nella fitta connessione di parentele e rapporti presenti all'interno della classe nobiliare inglese; correvano voci che la madre in realtà fosse figlia illegittima del re Giorgio I ed effettivamente gli Howe godevano della vicinanza e dell'amicizia della famiglia reale; Richard poté avvantaggiarsi del costante sostegno dei reali della casa di Hannover.
Salì sulla nave Severn al comando di George Anson nel 1740.
Durante l'insurrezione giacobita del 1745, ha comandato uno sloop (imbarcazione a vela con un solo albero) chiamato Baltimore nel mar del Nord e in un'azione di guerra, venne gravemente ferito alla testa. Nel 1746, divenne post-captain, con il comando della Triton nel mar dei Caraibi. Nel 1755 fu il capitano della Dunkirk e viaggiò con Edward Boscawen. In quegli anni partecipò a numerose battaglie come la Battaglia di Saint Cast e quella sostenuta il 20 novembre 1759, dove condusse la flotta nella battaglia di Quiberon Bay. Divenne visconte Howe dopo la morte dell'altro fratello, ucciso nella Battaglia di Fort Carillon a Fort Ticonderoga.

### La Guerra d'America
Dopo la vittoriosa guerra dei sette anni, iniziò a crescere la conflittualità tra le colonie americane e la Gran Bretagna; Richard Howe manifestò ripetutamente simpatia per le istanze dei coloni americani e nel 1774 entrò in rapporto a Londra direttamente con Benjamin Franklin. Durante una serie di colloqui, Howe e Franklin discussero la possibilità di trovare un compromesso tra le colonie e la madrepatria; anche in queste occasioni l'ammiraglio si mostrò favorevole alle posizioni dei coloni.
Nei mesi seguenti, mentre il fratello William riceveva importanti incarichi di comando e veniva inviato a Boston per cooperare con il generale Thomas Gage, comandante in capo delle truppe britanniche in America, Richard inizialmente non assunse alcun comando apparentemente a causa della sua simpatia verso la causa dei coloni. Howe in realtà era interessato a ricevere un comando in America nell'estate 1775 cercò ripetutamente di entrare in contatto con l'influente e bellicoso George Germain a cui manifestò in parte le sue idee sulla situazione. Howe affermò di condividere le opinioni intransigenti del politico britannico ma è possibile che egli intendesse portare avanti una politica conciliatoria dopo aver ricevuto i pieni poteri in America; egli sperava di essere nominato comandante in capo e contemporaneamente responsabile di una "commissione di pace" incaricata di trattare con i ribelli.
Le idee di Howe incontrarono soprattutto l'approvazione del primo ministro Lord North che, timido e irresoluto, temeva una grande guerra globale contro le colonie americane ed era ansioso di trovare una soluzione incruenta della crisi; anche il re Giorgio III manifestò il suo consenso alla nomina di Howe. A partire dal dicembre 1775, mentre in America la ribellione era ormai in corso, una serie di avvicendamenti in importanti incarichi di comando all'interno della Royal Navy, permisero a Richard Howe di raggiungere in parte i suoi obiettivi. Dopo una serie di complesse vicende e di intrighi all'interno dell'establishment britannico, Howe, nonostante l'ostilità del Primo Lord dell'Ammiragliato, Lord Sandwich, e dell'ammiraglio Augustus Keppel, ricevette infine il 5 febbraio 1776 il comando supremo della squadra navale in America al posto dell'ammiraglio Shuldham e raggiunse il fratello William Howe che fin dall'ottobre 1775 era divenuto il comandante in capo delle forze terrestri britanniche; in questa occasione egli venne anche promosso viceammiraglio.
Durante la guerra d'indipendenza americana, l'ammiraglio tenne il comando fino alla primavera 1778 e mantenne il controllo delle acque americane pur senza poter influire sull'esito della guerra.

### La Guerre rivoluzionarie francesi

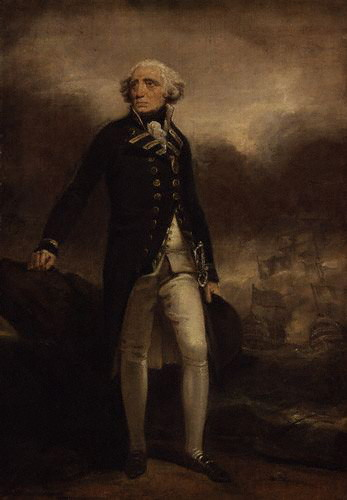
Richard Howe, dipinto da Henry Singleton, ca. 1795.

Durante le guerre rivoluzionarie francesi invece Richard Howe tenne il comando di alcune squadre navali impegnate nel blocco dei porti francesi; in questo incarico peraltro non mostrò la necessaria aggressività e mantenne le sue navi lontano dai porti nemici temendo un eccessivo logoramento dei vascelli nel servizio prolungato di blocco, ottenendo quindi risultati insoddisfacienti.
La sua principale azione di comando durante le guerre rivoluzionarie avvenne nello scontro nota come Glorioso Primo di Giugno; in questa occasione Howe cercò di intercettare un convoglio di rifornimenti francesi proveniente dall'America ma dovette dare ripetutamente battaglia alla squadra navale dell'ammiraglio Louis Thomas Villaret de Joyeuse intervenuta in soccorso. Nei combattimenti del 28-29 maggio e 1º giugno 1794 la flotta britannica di Howe inflisse pesanti perdite alla squadra francese ma fallì la missione strategica: il convoglio dei rifornimenti raggiunse indenne il porto di Brest.
Richard Howe godette sempre di grande considerazione all'interno della Royal Navy; egli inoltre era rispettato anche dagli equipaggi della navi e, quando nel 1797 esplose il pericoloso ammutinamento di Spitehead, l'Ammiragliato fece ricorso a lui per cercare di controllare la situazione. Howe in effetti grazie al suo prestigio riuscì a rassicurare i marinai ed evitare una disastrosa estensione degli ammutinamenti.
Richard Howe è ricordato anche per l'invenzione di un sistema codificato di segnali tra imbarcazioni per la flotta britannica, che utilizzava bandiere issate per trasmettere il messaggio di nave in nave e che egli stesso chiamò Telegraphic Signals of Marine Vocabulary («Vocabolario di segnali telegrafici della Marina»). Il sistema fu in seguito perfezionato da sir Home Riggs Popham.

## Riconoscimenti
Molti luoghi vennero chiamati in suo onore, fra cui:
- Cape Howe, Australia;
- Isola di Lord Howe, una piccola isola situata al largo della costa orientale dell'Australia;
- Howe Sound, Canada.

Inoltre quattro navi da guerra britanniche riportano il suo nome, con la dicitura HMS Howe.